# Blocco-Juve
Le Blocco-Juve,,, également appelé Blocco Juventus, était le surnom d'un groupe de joueurs de football. Il était notamment composé de Dino Zoff, Claudio Gentile, Gaetano Scirea, Antonio Cabrini, Marco Tardelli, Roberto Bettega ou encore Paolo Rossi.

## Histoire
Après la décevante participation à la Coupe du monde 1974, la Federazione Italiana Giuoco Calcio (FIGC) nomme à la tête de la sélection un nouveau sélectionneur, Enzo Bearzot, qui entame alors un nouveau cycle de domination du football italien, à l'instar de son compatriote Vittorio Pozzo durant la décennie 1930, avec un groupe de joueurs qui formaient alors l'ossature de la grande Juventus guidée à l'époque par Giovanni Trapattoni. Ce groupe fut rapidement appelé le Blocco-Juve, composé de Dino Zoff (joueur avec 94 sélections nationales, ce qui était le record de l'époque), Pietro Anastasi, les vainqueurs de l'Euro 1968 Luciano Spinosi, Francesco Morini, Romeo Benetti, Antonello Cuccureddu, Gaetano Scirea, Antonio Cabrini, Claudio Gentile, Marco Tardelli, Franco Causio, Roberto Boninsegna, Giuseppe Furino, Roberto Bettega et Paolo Rossi (les trois derniers sortis du centre de formation de la Juve). Neuf joueurs convoqués pour le mondial argentin de 1978 (Zoff, Benetti, Cuccureddu, Scirea, Cabrini, Gentile, Tardelli, Causio et Bettega), avaient remportés le championnat national et la Coupe UEFA lors de la saison précédente, furent régulièrement parmi les titulaires lors des matchs du tournoi, joués avec un niveau de jeu considéré comme le meilleur depuis la seconde après-guerre.
En 1980, le scandale du Totonero (affaire de matchs truqués) prive la sélection italienne de quelques éléments qui avaient disputés l'Euro 1980, compétition lors de laquelle la sélection italienne était arrivée à la 4e place. Deux années plus tard, l'Italie remporte sa douzième Coupe du monde avec un noyau composé de six joueurs juventini du Blocco-Juve original parmi les titulaires[style à revoir] : le capitaine Zoff, Gentile, Cabrini, Scirea, Tardelli et Rossi, également les piliers des succès piémontais durant la première moitié des années 1980. Rossi, déjà présent en 1978 mais qui à l’époque jouait au Lanerossi Vicence, fut élu meilleur joueur de la compétition et, avec ses coéquipiers bianconeri Zoff et Gentile, furent inclus dans l'All-Star Team FIFA. Rossi finit également meilleur buteur du tournoi avec 6 buts en 7 matchs (ballon d'or Adidas), recevant ensuite le ballon d'or France Football la même année. À cela s'ajoutèrent, lors de l'édition 1978, Romeo Benetti, Franco Causio (présent également en 1982, mais qui ne jouait plus pour la Juventus, ayant été transféré à l'Udinese) et Roberto Bettega (indisponible la même année lorsqu'il se blessa gravement au genou en novembre 1981 à l'occasion d'un match de coupe des clubs champions, à Turin contre l'Anderlecht).
La fin du cycle d'Enzo Bearzot en 1986 avec la Squadra Azzurra fut également celui de la fin de la période de dix ans à la Vieille Dame de Giovanni Trapattoni, représentant vers la fin de la décennie un nouveau cycle de neuf joueurs, parmi lesquels Stefano Tacconi et Luigi De Agostini.

## Joueurs
- Pietro Anastasi
- Romeo Benetti
- Roberto Bettega
- Antonio Cabrini
- Franco Causio
- Antonello Cuccureddu
- Giuseppe Furino
- Claudio Gentile
- Francesco Morini
- Paolo Rossi
- Gaetano Scirea
- Luciano Spinosi
- Marco Tardelli
- Dino Zoff

## Palmarès notable

### Avec la Juventus
Avec la Juventus, club entraîné durant cette période par Giovanni Trapattoni, ils dominent le football italien. La Juventus est réputée pour être une des meilleures équipes d'Europe durant la seconde moitié des années 1970 et la première moitié des années 1980, remportant en tout six fois la Serie A, deux fois la coupe d'Italie, ainsi que toutes les compétitions de l'UEFA (C1, C2 et C3), ce qui constitue un record mondial.

### En équipe nationale d'Italie
Ils représentent également la sélection de l'équipe d'Italie, alors entraînée par Enzo Bearzot. Ils remportent l'édition de la Coupe du monde 1982, atteignent les demi-finales de celle de 1978 ainsi que de l'Euro 1980.